# Rudolf Lipschitz

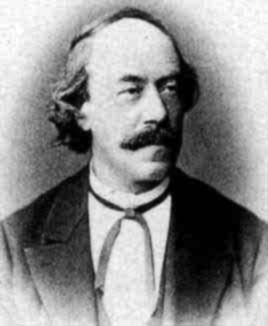
Rudolf Lipschitz

Rudolf Otto Sigismund Lipschitz (* 14. Mai 1832 in Königsberg i. Pr.; † 7. Oktober 1903 in Bonn) war ein deutscher Mathematiker und Hochschullehrer.

## Leben
Lipschitz studierte ab 1847 an der Albertus-Universität Königsberg Mathematik und wurde Mitglied des Corps Littuania. Später ging er an die Friedrich-Wilhelms-Universität Berlin und promovierte 1853 bei Gustav Dirichlet und Martin Ohm zum Dr. phil. 1857 wurde Lipschitz in Bonn Privatdozent und heiratete Ida Pascha. 1862 folgte die Ernennung zum a.o. Professor an der Schlesischen Friedrich-Wilhelms-Universität Breslau. 1864 erhielt er den Lehrstuhl der Rheinischen Friedrich-Wilhelms-Universität Bonn, womit er der erste jüdische Professor in der Geschichte der Universität wurde. Dort war Felix Klein einer seiner Schüler und eine Zeitlang sein Assistent. Für das akademische Jahr 1874/75 wurde er zum Rektor der Bonner Universität gewählt. In seiner Rektoratsrede am 18. Oktober 1874 befasste er sich mit dem Verhältnis von Wissenschaft und Staat.
Lipschitz arbeitete auf fast allen Gebieten der reinen und angewandten Mathematik. Insbesondere wurde er durch sein Lehrbuch der Analysis (2 Bde., Bonn 1877 und 1880) bekannt. Heute noch von besonderer Bedeutung ist der von ihm entwickelte Begriff der Lipschitz-Stetigkeit. Er forschte auch auf dem Gebiet der Differentialformen und der Mechanik, insbesondere der Hamilton-Jacobischen Methode zur Lösung von Bewegungsgleichungen. Nach Lipschitz sind außerdem ein Konvergenzkriterium für Fourier-Reihen und die Lipschitzquaternionen benannt.
1959 veröffentlichten die Annals of Mathematics einen Leserbrief, der angeblich von Lipschitz verfasst worden war. Der Autor freut sich darüber, dass man sich wieder für die Clifford-Algebren interessiere. Ferner weist er auf einige Ergebnisse aus seinen Untersuchungen über die Summen von Quadraten hin, die besser als die bis 1959 wiederentdeckten seien.

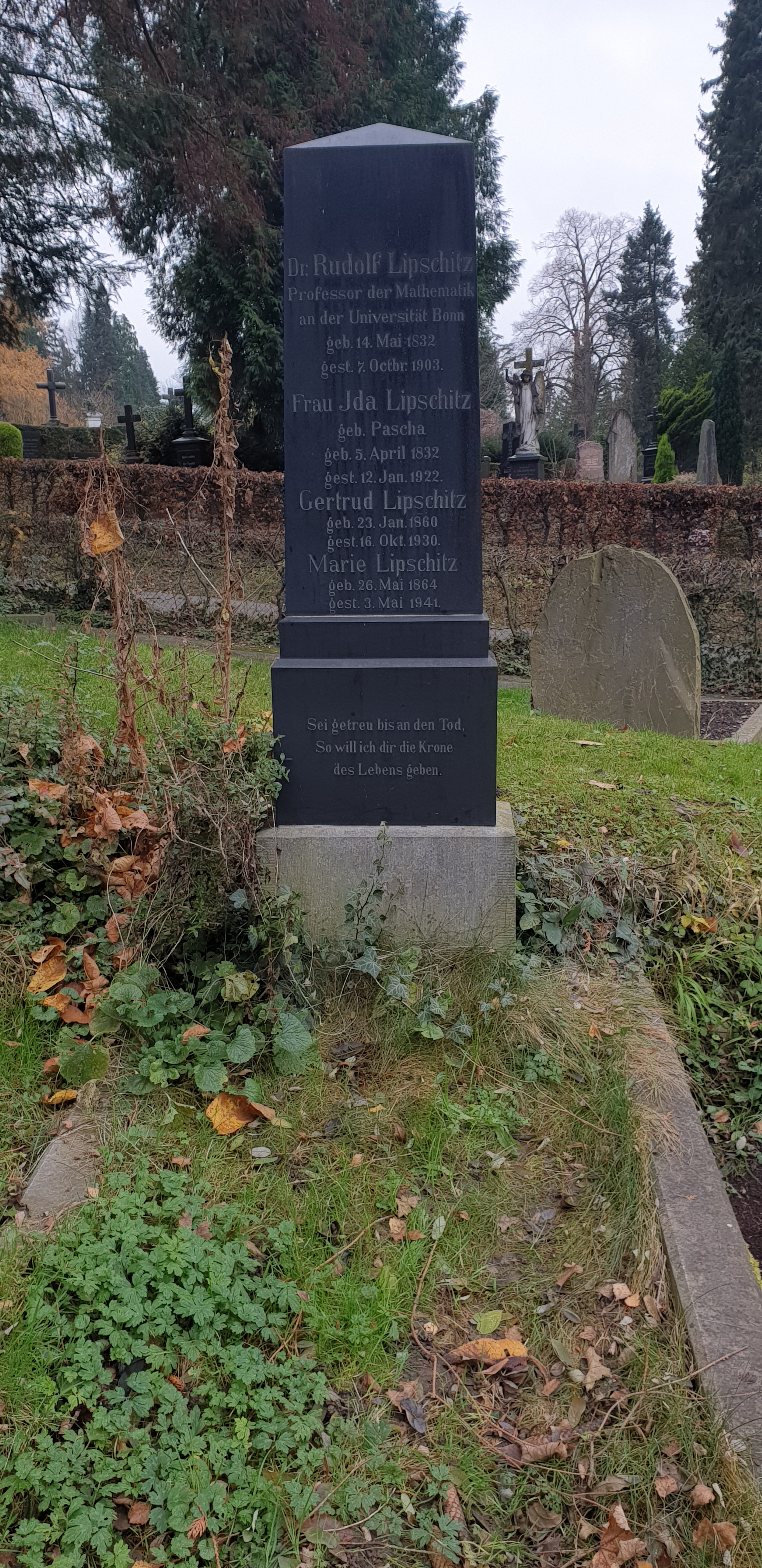
Grab der Familie Lipschitz

Begraben ist er auf dem Poppelsdorfer Friedhof.

## Schriften
- Bedeutung der theoretischen Mechanik. Habel, Berlin 1876. (Digitalisat)
- Lehrbuch der Analysis. 2 Bände. Cohen, Bonn (Band 1: 1877 und Neudruck 2006 und 2010; Band 2: 1880 und Neudruck 2010) (Digitalisat Band 1), (Band 2)
- Untersuchungen über die Summen von Quadraten. Cohen, Bonn 1886. (Digitalisat)
- Briefwechsel mit Cantor, Dedekind, Helmholtz, Kronecker, Weierstraß und anderen, Dokumente zur Geschichte der Mathematik 2, Springer Verlag 1986 (Herausgeber Winfried Scharlau)

## Ehrungen
- Mitgliedschaften in Akademien
  - Deutsche Akademie der Naturforscher Leopoldina (1883)
  - Göttinger Akademie der Wissenschaften
  - Königlich-Preußische Akademie der Wissenschaften, Berlin (1872)
  - Accademia delle scienze dell'Istituto di Bologna
  - Accademia Nazionale dei Lincei, Rom
  - Russische Akademie der Wissenschaften, St. Petersburg
  - Académie des sciences, Paris (1900)
- Carl-Friedrich-Gauß-Medaille
- Lobatschewski-Medaille
- Charakterisierung als Geh. Regierungsrat
- 1963 wurde in Bonn eine Straße nach ihm benannt.[7]